# Firefly (canção)

Firefly (Justamente), é uma música interpretada por Christina Metaxa. Esta música foi a eleita pelo Chipre para representar o país no Festival Eurovisão da Canção 2009.
A música foi apresentada na 2º Semi-Final do Festival, não conseguindo o apuramento para a Grande Final.